# Thémata
Thémata es una revista de filosofía que nació en el año 1984 con la intención de promover el diálogo entre los estudiosos e investigadores de la filosofía y proporcionarles un cauce para la publicación de sus trabajos, desde una perspectiva interdisciplinar. Inicialmente, participaron en el proyecto las Universidades de Murcia, Málaga y Sevilla, pero pronto quedaron como gestores de la revista un grupo de profesores del Departamento de Filosofía de la Universidad de Sevilla. Han sido directores de la revista Jacinto Choza, Juan Arana y Jesús de Garay. En la actualidad su director es  Fernando Infante del Rosal.